# Иверско-Серафимовский собор
Иверско-Серафимовский собор (каз. Иверск-Серафим соборы) — главный православный храм в Экибастузе. Имеет два посвящения: в честь Серафима Саровского и Иверской иконы Божией матери.
Строительство собора начато в декабре 1992 и в январе 1999 состоялось его открытие. Архитектор А. А. Ковязин. Храм представляет собой 3-этажный комплекс по 700 м² на каждом этаже. Высота 46 м. Здание венчает 8 куполов, что означает число вечности. Из 5 центральных куполов главный символизирует Спасителя, 4 купола — евангелистов. Своды храма, сходящиеся под центром куполом, обозначают, что вся Вселенная под волей Божьей. На колокольне установлен комплект из 9-ти колоколов, которые отлиты на Московском заводе им. Лихачёва. Самый большой колокол — «Благовест» весит 1024 кг. На нём надпись: «Спаси, Господи, люди твоя и благослови достояние твоё». В строительстве храма принимали участие и христиане, и мусульмане, их имена высечены на мемориальной доске у главного входа в храм. Собор является памятником архитектуры.

## История
История создания храма началась ещё в прошлом веке. В 1901 году на Экибастузских копях старанием Воскресенского акционерного горнопромышленного общества началось строительство церкви во имя Святителя и Чудотворца Николая, Архиепископа Мир Ликийских. По благословению епископа Омского и Павлодарского Сильвестра церковь была освящена 6 июня 1916 года. Здание храма было деревянным, с маленькой колокольней на каменном фундаменте. Послушание в церкви несли священник и псаломщик. В августе 1923 года православный приход закрыла советская власть.
Церковь начала возрождаться в Экибастузе с 1979 года трудами протоиерея Николая Тупчего. Под здание храма приспособили кирпичный дом недалеко от нынешнего «КЕГОКа».
С увеличением числа прихожан возникла идея строительства нового храма. Инициаторами выступили православные жители Экибастуза.
В сентябре 1992 года решением Экибастузской городской администрации под строительство храма выделили участок земли в 18 микрорайоне. Начавшееся строительство собора благословил архиепископ Алма-Атинский и Казахстанский Алексий (ныне — митрополит Тульский и Белевский). Настоятель храма протоиерей Игорь Попов заложил в фундамент храма освященные камни, привезённые со священной горы Синай, и освятил фундаментную плиту строящегося собора.
Заказчиком проекта выступило объединение «Экибастузуголь» и ПЭО «Экибастузэнерго» во главе с генеральным директором В. Каландаришвили, замдиректора по капстроительству ПО «Экибастузуголь» В. Басюком. Проект разрабатывал Государственный проектный институт «Павлодаргражданпроект» при участии настоятеля будущего храма Игоря Попова. Строительство и проектирование велось одновременно. Собор строился на пожертвования энергетиков, горняков и православных Экибастуза. В строительстве также принимали участие компания «Аксесс Индастрис», ТОО «Грань» и частные коммерческие предприятия.
Шестого января 1999 года, в канун празднования Рождества Христова, по благословению архиепископа Астанайского и Алматинского Алексия был осуществлен переход в новый храм, в нижний предел, освященный в честь преподобного Серафима Саровского. Была совершена первая церковная служба, которую возглавлял Благочинный Павлодарской области игумен Иосиф (Еременко). Строительство храма завершили 21 сентября 2000 года, когда был освящен верхний предел храма — в честь Иверской иконы Божией Матери. Освящение верхнего Иверского предела по благословению архиепископа Астанайского и Алматинского Алексия совершил епископ Томский и Асиновский Ростислав. К освящению собора был приурочен первый в Азии Международный фестиваль православных духовных песнопений. В фестивале приняли участие большой архиерейский хор Вознесенского кафедрального собора г. Алматы, хор кафедрального собора г. Астаны, большой хор Петропавловского собора г. Томска, большой хор Казанского храма г. Алма-Аты, хор Петропавловского собора г. Петропавловска, хор Благовещенского собора г. Павлодара, хор Иверско-Серафимовского собора г. Экибастуза.

## Описание
Пятиглавый собор устремлен ввысь на 43,6 метра. Общая площадь здания — 1602,6 квадратных метра.
Собор имеет трехуровневую систему устройства: подвальное помещение; второй этаж — нижний предел храма, он же — крестильный зал, и третий этаж — верхний предел храма с балконом для клироса и выходом на колокольню.
Проект храма разработан в классических традициях зодчества православных храмов Руси. Центральная часть собора венчается пятью куполами. Главный купол символизирует Иисуса Христа, а четыре боковых — евангелистов — Матфея, Марка, Луку, Иоанна.
На территории храма построена каменная сень (место для освящения воды на праздник Крещения Господня). К празднованию Рождества Христова рядом со входом сооружен макет вертепа, в котором родился Иисус Христос. Накануне Великого Торжества вертеп «оживает» библейскими мотивами и горящими свечами.
При строительстве в стену собора был вложен камень из храма в честь святого Пророка, Предтечи и Крестителя Господня Иоанна из деревни Кресты Екатеринбургской губернии, а также кирпич из храма святителя Николая Чудотворца.
Собор имеет много икон с частицами мощей святых угодников: чтимую икону преподобного Серафима Саровского старого письма, часть священнического облачения священномученика Владимира Талдыкорганского, икону старца Карагандинского Севастиана с частицей мощей, икону Оптинских старцев с частицами их мощей, икону святого благоверного князя Петра и княгини Февронии Муромских с частицами их мощей, образ священномучеников Серафима и Феогноста с частицами их мощей, икону великомученика Пантелеймона с частицей мощей.
Большим почитанием пользуются иконы Богородицы «Почаевская», «Иверская», «Неупиваемая Чаша» и «Казанская». Прихожане часто обращаются к Богородице в молитвах и приносят дары в виде украшений.
Красотой и величием впечатляет иконостас. Все его иконы написаны экибастузской художницей, супругой настоятеля матушкой Ириной. Имеется немало старинных икон, принесённых в храм прихожанами. Было несколько случаев истечения мира (священного масла) из икон. Мироточившие иконы «Державная икона Божией Матери», «Рождества Христова» являются особыми святынями храма. В минувшем году в стенах собора побывали и величайшие из святынь Православия — мощи святой Блаженной Матроны Московской, мощи святых великомучениц Елисаветы и Варвары.

## Души исцеление
Литургия в храме совершается четыре-пять раз в неделю: пятница, суббота, воскресенье и по праздникам. День начинается молебном. Каждый понедельник в храме совершается водосвятный молебен с чтением акафиста Пресвятой Богородице пред её иконой «Неупиваемая Чаша». В молитвах к этой иконе верующие прибегают в самых тяжёлых нуждах: в надежде на исцеление от недугов, избавление от пьянства, наркозависимости.
Каждый последний понедельник месяца читается канон мученику Уару (верующие молятся о здравии детей, ныне живущих, и об усопших младенцах). Также дана возможность матерям в покаянии прибегать к святому Уару об убитых в их чреве детях. В воскресный день перед часами и литургией в храме читаются акафисты преподобному Серафиму Саровскому, Пресвятой Богородице пред её иконой «Иверская» или особо чтимым святым.
При храме работает воскресная школа, в которой занимаются более 30-ти детей. Ребята изучают Закон Божий, церковнославянский язык, занимаются рукоделием и пением. Работает молодёжное объединение, при котором недавно открылся клуб исторической реконструкции «Скиф». В здании храма имеются библиотека с читальным залом, трапезная. Для всех желающих проводятся курсы начальных знаний о православии.